# 菲利普斯 (加利福尼亞州)
菲利普斯（英語：Phillips）是位於美國加利福尼亞州埃爾多拉多縣的一個非建制地區。該地的面積和人口皆未知。

## 地理
菲利普斯的座標為38°49′05″N 120°04′40″W / 38.81806°N 120.07778°W，而該地的平均海拔高度為2095米（即6873英尺）。